# Estación de autobuses de Leópolis

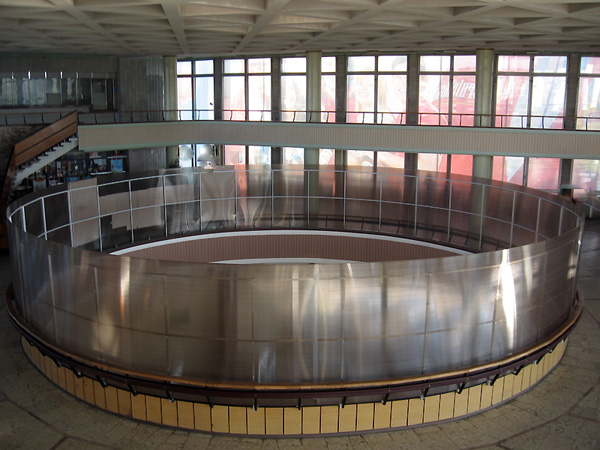
Vista del piso superior del edificio en 2007.

La estación de autobuses de Leópolis (en ucraniano: Автовокзал «Львів»), también conocida como estación de autobuses de Stryiska, es la principal estación de autobuses de Leópolis, Ucrania.    La estación está situada en la calle Stryiska, en el barrio de Bodnarivka, unos 6 kilómetros al sur de la estación principal de trenes.   El edificio es de estilo modernista y tiene planta triangular.
En 1969 el Estado decidió construir una nueva estación de autobuses en la ciudad. La planificación comenzó en 1971 y la construcción en 1976. La estación fue inaugurada en 1980.

## Descripción
La estación se construiría cerca de la entrada sur de la ciudad. El solar elegido había sido previamente ocupado por casas de particulares; los vecinos fueron trasladados y las viviendas demolidas.
Según estimaciones preliminares, el edificio costaría 1.200.000 de rublos soviéticos y el resto del complejo 550.000 adicionales (a precios de 1973).
La planta triangular divide el edificio en tres zonas. Uno de los lados debía servir como fachada principal hacia la calle Stryiska, otro como zona de llegadas y el tercero como zona de salidas. En la actualidad, la zona de llegadas también sirve como zona de salidas, y la zona que antes estaba destinada a las salidas se utiliza para aparcamiento.